# Peter Feyersinger
Peter Feyersinger (o Feyrsinger; 12 maggio 1954) è un ex sciatore alpino austriaco.

## Biografia
Discesista puro originario di Kitzbühel e attivo negli anni 1970, in Coppa del Mondo ottenne il primo piazzamento di rilievo il 7 gennaio 1973 a Garmisch-Partenkirchen, classificandosi al 6º posto, e in quella stessa stagione 1972-1973 vinse la classifica di specialità della Coppa Europa. Colse il suo unico podio in Coppa del Mondo a Zell am See il 18 dicembre 1973, quando si piazzò 3º dietro a Karl Cordin e a Roland Collombin; l'ultimo piazzamento della sua carriera fu il 10º posto ottenuto nella gara di Coppa del Mondo disputata il 22 dicembre dello stesso anno a Schladming. Non prese parte a rassegne olimpiche e non ottenne piazzamenti ai Campionati mondiali.

## Palmarès

### Coppa del Mondo
- Miglior piazzamento in classifica generale: 34º nel 1974
- 1 podio:
  - 1 terzo posto[3]

### Coppa Europa
- Vincitore della classifica di discesa libera nel 1973[1][2]
- 3 podi:
  -  2 vittorie
  -  1 terzo posto[senza fonte]

#### Coppa Europa - vittorie
| Stagione | Località | Paese   | Specialità |
| -------- | -------- | ------- | ---------- |
| 1973     | Fulpmes  | Austria | DH         |
| 1973     | Fulpmes  | Austria | DH         |

Legenda:

DH = discesa libera

### Campionati austriaci
- 2 medaglie[1]:
  - 2 bronzi (discesa libera nel 1973; discesa libera nel 1976)

### Campionati austriaci juniores
- 2 medaglie[1]:
  - 1 oro (slalom gigante nel 1972)
  - 1 argento (discesa libera nel 1972)